# The Big Fix
Pour plus de détails, voir Fiche technique et Distribution.
The Big Fix, également connu sous le titre La Grande Triche, est un thriller américain réalisé par Jeremy Kagan, sorti en 1978.

## Synopsis
Ancien étudiant libéral des années 1960 devenu détective privé de Chicago, le solitaire Moses Wine reçoit, un jour, la visite d'une ancienne petite amie de lycée, Lila Shea. Celle-ci lui demande d'enquêter sur la disparition du candidat pour qui elle travaille, un certain Miles Hawthorne, qui postule pour devenir le nouveau gouverneur de la Californie. Un dépliant circule dans l’État le montrant associé, dans les années 1960, avec son opposant radical Howard Eppis. Une photo qui peut discréditer Hawthorne et le faire perdre aux élections. Sans s'en rendre compte, Wine est sur le point d'être impliqué dans une affaire d’État dangereuse où sont impliqués des politiciens véreux et qui pourrait déclencher des attentats dans les rues de Los Angeles...   

## Fiche technique
- Titre original et français : The Big Fix
- Réalisation : Jeremy Kagan
- Scénario : Roger L. Simon, d'après son roman éponyme
- Musique : Bill Conti
- Photographie : Frank Stanley
- Montage : Patrick Kennedy
- Production : Carl Borack et Richard Dreyfuss
- Sociétés de production et distribution : Universal Pictures
- Pays de production :  États-Unis
- Langue originale : anglais
- Formats : couleur
- Genre : thriller, comédie dramatique
- Durée : 108 minutes
- Dates de sortie : 
  - États-Unis : 6 octobre 1978
  - France : 5 septembre 1979

## Distribution
- Richard Dreyfuss (VF : Georges Berthomieu) : Moïse (Moses en VO) Wine
- Susan Anspach (VF : Martine Messager) : Lila Shea
- Bonnie Bedelia (VF : Dominique Chauby) : Suzanne
- John Lithgow (VF : Patrick Préjean) : Sam Sebastian
- Ofelia Medina : Alora
- Nicolas Coster (VF : Jacques Frantz) : Nicholas Spitzler
- F. Murray Abraham (VF : Jean-Luc Kayser) : Howard Eppis
- Fritz Weaver (VF : Gérard Berner) : Oscar Procari Sr.
- Ron Rifkin (VF : Jean-Paul Solal) : Randy Esterhaus
- Larry Bishop (VF : Érik Colin) : Wilson
- Andrew Bloch : Michael Linker
- Sidney Clute (VF : Michel Derain) : Mr Johnson
- Kathryn Grody : Wendy Linker
- Murray MacLeod (VF : François Jaubert) : Perry
- Rita Karin (VF : Hélène Vallier) : la tante Sonya
- Martin Garner (VF : Georges Aubert (acteur)) : Bittleman
- John Mayo (VF : Georges Aubert) : Dillworthy
- Miiko Taka (VF : Colette Venhard) : la vendeuse d'électronique